# Billie Lourd
Billie Catherine Lourd (sinh ngày 17 tháng 7 năm 1992) là một nữ diễn viên người Mỹ.

## Thời thơ ấu
Lourd sinh năm 1992 tại thành phố Los Angeles, California, cô là con một của nữ diễn viên Carrie Fisher và ông bầu Bryan Lourd. Lourd là cháu gái của nữ diễn viên Debbie Reynolds và ca sĩ Eddie Fisher, cô cũng là cháu của nam diễn viên Todd Fisher, Joely Fisher và Tricia Leigh Fisher. Cô có một chị gái cùng cha khác mẹ là Ava.
Lourd từng theo học khoa Tâm lý học tại Đại học New York, cô tốt nghiệp năm 2014.

## Danh sách phim

### Điện ảnh
| Năm  | Tên                              | Vai                         | Ghi chú                  |
| ---- | -------------------------------- | --------------------------- | ------------------------ |
| 2015 | Star Wars: The Force Awakens     | Lieutenant Kaydel Ko Connix |                          |
| 2017 | Star Wars: The Last Jedi         | Lieutenant Kaydel Ko Connix |                          |
| 2018 | Billionaire Boys Club            | Rosanna Ricci               |                          |
| 2019 | Booksmart                        | Gigi                        |                          |
| 2019 | Star Wars: The Rise of Skywalker | Lieutenant Kaydel Ko Connix |                          |
| 2022 | Ticket to Paradise               | Wren Butler                 | Trong quá trình sản xuất |

### Truyền hình
| Năm       | Tên                               | Vai                   | Ghi chú                           |
| --------- | --------------------------------- | --------------------- | --------------------------------- |
| 2015–2016 | Sát Nhân Trường Học (mùa 1)       | Chanel #3             | Vai chính                         |
| 2017      | Truyện kinh dị Mỹ: Hội kín        | Winter Anderson       | Vai chính                         |
| 2017      | Truyện kinh dị Mỹ: Hội kín        | Linda Kasabian        | Tập: "Charles (Manson) in Charge" |
| 2021      | Truyện kinh dị Mỹ: Hai câu chuyện | Leslie "Lark" Feldman | Vai chính                         |

### Nhà sản xuất
| Năm  | Tên        | Ghi chú                        |
| ---- | ---------- | ------------------------------ |
| 2022 | Wildflower | Phim; Trong quá trình sản xuất |